# Waller (geslacht)
Waller is de naam van een Nederlandse familie die bestuurders en kooplieden voortbracht.

## Geschiedenis
De zekere stamreeks begint met Elbert Gerritsen, die in 1630 werd geboren en zich te Elburg vestigde als verver.
De stamreeks vervolgt zich met Gijsbert Elbertsen die zich als verver en rademaker te Harderwijk vestigde. Zijn broer Jan Elbertsen werd bezitter van het goed de Waller-enk te Nijkerk, sindsdien is hij Waller als geslachtsnaam gaan voeren. De zoon van Gijsbert, Elbert, werd koopman in tabak te Amsterdam en nam de geslachtsnaam 'Waller' van zijn oom over.
De familie werd voor het eerste in 1910 opgenomen in het Nederland's Patriciaat en voor het laatst in 1994.

## Enkele telgen
- Elbert Waller (1691-1763), koopman in tabak te Amsterdam
  - Gijsbert Waller (1713-1759), koopman in tabak te Leiden
    - Herman Waller (1749-1820), lakenkoper te Amsterdam
      - Mr. Rutgerus Perizonius Waller (1778-1853), inspecteur van de directe belastingen te Groningen en Drenthe 1816, inspecteur van het kadaster in Friesland
      - Theodorus Waller (1785-1857), lakenkoper te Amsterdam en lid van de raad te IJsselstein
        - Mr. Herman Waller (1820-1894), kantonrechter te Utrecht 1869-1877
          - Mr. Theodorus Waller (1846-1916), secretaris-rentmeester van de Verenigde Gods- en Gasthuizen
            - Mr. Herman Waller (1872-1941), directeur van de Rotterdamse Bankvereniging te Utrecht
              - Theodorus Waller (1902-1950), onder-directeur van de Rotterdamse Bank N.V.
              - Philip Jacob Alkens Waller (1903-1988), hoofd programmadienst V.P.R.O.
              - Maria Elisabeth Waller (1905-1978), trouwde met Jules den Tex (1900-1977), directeur van het kantoor Rotterdam Amsterdam Liquidatiekas
              - Elisabeth Catharina Maria Waller (1908-1985), trouwde met jhr. ir. Pieter Feijo Onno Rembt Sickinghe (1900-1974), intendant van de koninklijke paleizen te Amsterdam en directeur van het Koninklijk Huisarchief

            - Maria Isabelle Francoise Waller (1874-1941), trouwde met Coenraad Alexander Prins (1871-1954), luitenant-generaal der artillerie
            - Johanna Petronella Francina Waller (1878-1968), trouwde met jhr. Ernest Willem Panhuys (1867-1942), generaal-majoor der genie

          - Jacob Waller (1848-1926), burgemeester van Koudekerk aan den Rijn 1874-1877, en van Houten 1877-1925
            - Med. dr. Herman Waller (1875-1934), geneesheer te Groede, Santpoort en Amerongen.
              - Mr. Jacob Waller (1910-1957), advocaat en procureur van het advocatenkantoor De Vries Robbé en Waller te Arnhem
                - Mr. Herman Waller (1943-1991), directeur W & S Interim- en Projectmanagement B.V.

              - Jan Judith Waller (1910-1990), arts

            - William Waller (1877-1963), gemeentearts te Rhenen

      - Ds. Gijsbert Waller (1787-1850), predikant te Apeldoorn 1816-1826, Bolsward 1826-1830 en Middelburg 1830-1848
      - Francois Gerard Waller (1791-1872), lid van de firma Testas & Waller, commissionairs in effecten
        - Mr. Gijsbert Waller (1827-1887), burgemeester van Oldenzaal 1864-1884, en van Losser 1864-1870
        - Ds. Herman Francois Waller (1831-1919), predikant te Loenen 1858-1864 en te Steenwijk 1864-1871
          - Dr. ir. Francois Gerard Waller (1860-1935), president-directeur van de Nederlandse Gist- en Spiritusfabriek N.V. te Delft
            - Herman Francois Waller (1891-1961), directeur van de Koninklijke Nederlandsche Gist-en Spiritusfabriek N.V. te Delft
            - Catharina Rutgera Waller, (1893-1971), trouwde met prof. ir. Peter Landberg (1891-1862), hoogleraar mechanische technologie aan de Technische Hogeschool te Delft
            - Helena Albertina Waller (1899-1963), trouwde met med. dr. Tjalling Halbertsma (1891-1956), kinderarts te Haarlem, directeur Zuigelingenzorg ald., privaatdocent kindergeneeskunde Rijksuniversiteit te Leiden

          - Petronella Alida Waller (1862-1941), trouwde met mr. dr. Wilhelmus Frederik van Leeuwen (1860-1930), burgemeester van Amsterdam 1901-1909, commissaris van de Koningin in Noord-Holland 1909-1914, vicepresident van de Raad van State 1914-1928

        - Meindert Johannes Waller (1834-1924), lid van de firma Testas & Waller, commissionairs in effecten en bestuurder
          - François Gerard Waller (1867-1934), onderdirecteur Koninklijk Kabinet van Schilderijen te ‘s-Gravenhage, waarnemend directeur 's Rijks Kabinet van Prenten te Leiden, collectioneur, lid firma Testas & Waller, commissionairs in effecten, oprichter Waller Fonds en stichter Familie Waller Stichting

        - Catharina Rutgera Waller (1837-1913), trouwde met Prof. mr. dr. Nicolaas Gerard Pierson (1839-1909), directeur 1868-1885 en president 1885-1901 van De Nederlandsche Bank, minister van Financiën